# Westerbork Synthese Radio Telescoop

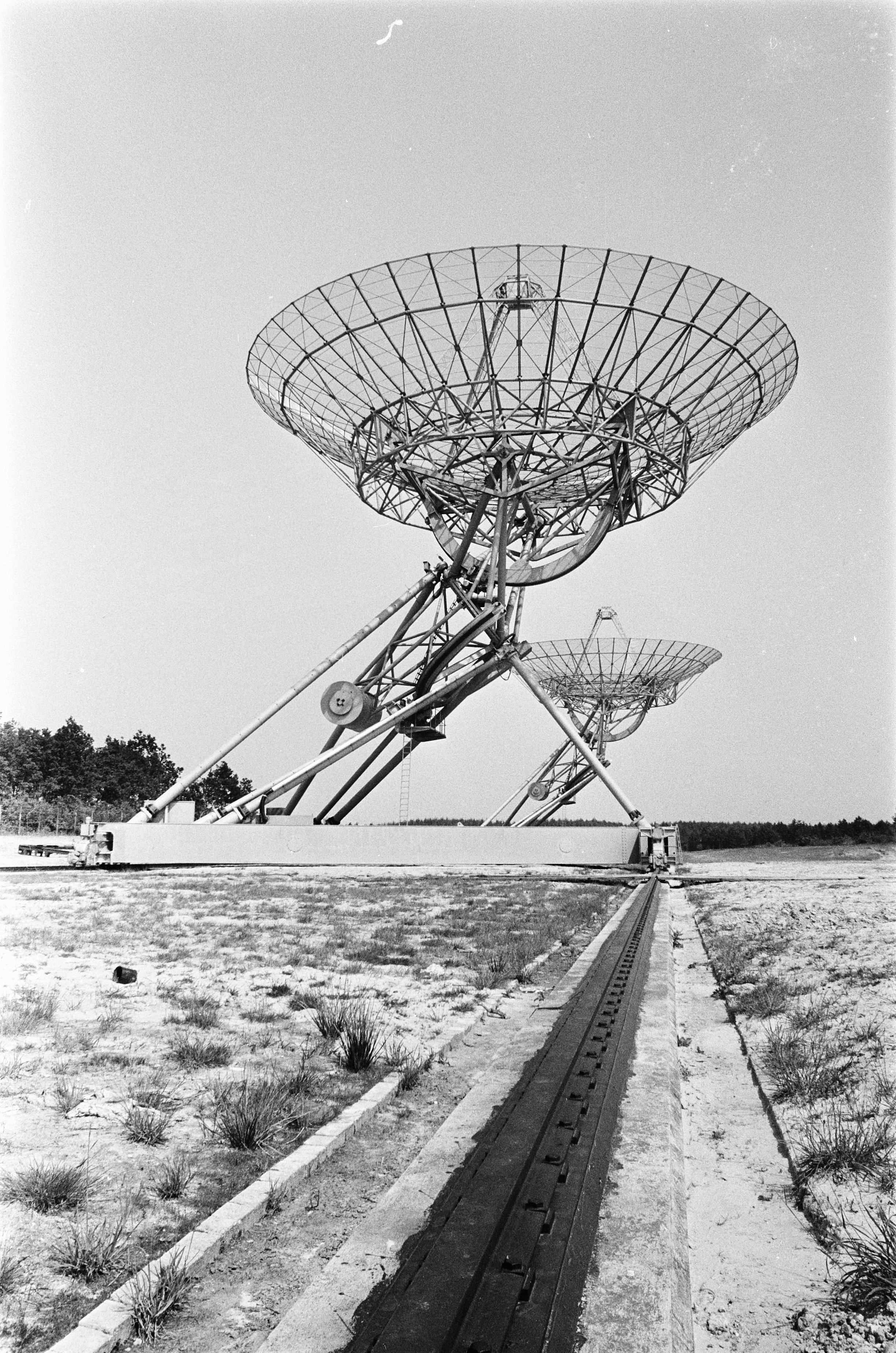
Een van de beweegbare telescopen

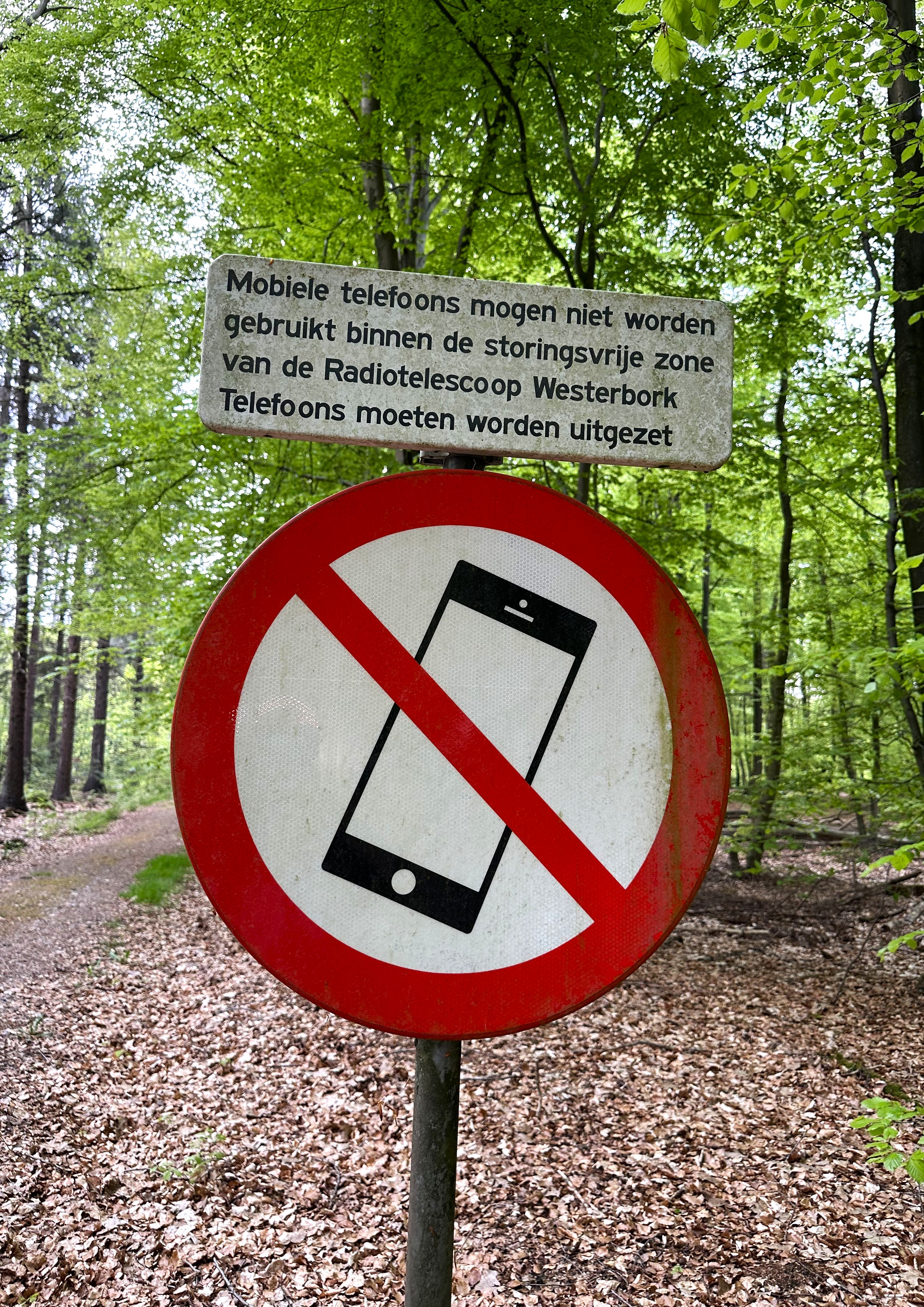
Bord dat gebruik van mobiele telefoons nabij Radiotelescoop Westerbork verbiedt.

De Westerbork Synthese Radio Telescoop (WSRT), ook bekend als Radiosterrenwacht Westerbork, is een uit veertien losse parabolische antennes bestaande radiotelescoop in de bossen nabij Hooghalen en Westerbork in Drenthe. De WSRT is in 1970 in gebruik genomen voor sterrenkundige waarnemingen. Hij wordt beheerd door Astron, het Nederlands instituut voor radioastronomie.

## Geschiedenis
Astronoom Jan Hendrik Oort speelde een belangrijke rol bij de totstandkoming van deze telescopen. Van het oorspronkelijke systeem uit 1970 stammen alleen nog de parabolische antennes en grond coax kabels. Alle andere componenten zijn in 1999 geheel vervangen, waardoor de WSRT kan concurreren met andere radiotelescopen in de wereld. 
Het terrein waar de antennes opgesteld staan ligt gedeeltelijk op het voormalige Kamp Westerbork. Om storing te voorkomen, is de bebouwing binnen twee kilometer van de radiotelescopen, waaronder het kamp, afgebroken.
De radiotelescoop is een van de vijf telescopen van de European Pulsar Timing Array (EPTA) en werkt sinds 2009 mee aan het Large European Array for Pulsars (LEAP) project voor het nauwkeuriger meten van de aankomsttijd van de pulsen van millisecondepulsars, wat kan gebruikt worden voor het detecteren van zwaartekrachtgolven.

## Opstelling
De veertien 25m reflector antennes staan in oost-westrichting opgesteld over een lengte van 2,8 kilometer, met een onderlinge afstand van 144m. Door middel van de radiosynthese techniek kan op deze manier een telescoop met een van 2,8 kilometer (diameter) nagebootst worden (apertuursynthese). Tien antennes hebben een vaste positie, twee staan hier vlakbij op een 300 m lange rail waarover ze verreden kunnen worden, en twee telescopen staan een kilometer verder naar het oosten op een 200 m lange rail. De telescopen staan in equatoriale opstelling: een van de draaibare assen wijst naar de Poolster. Hierdoor staat de x-y polarisatie tijdens de 12-uurs meting stil ten opzichte van de radiobron.
De eerste twee radiotelescopen (rt) zijn in 1998 voorzien van het MultiFrequentieFrontEnd (MFFE), dat cryogeen gekoeld is en voorzien is van zes frequentie banden (verschillende feeds). Deze worden gebruikt voor Very-long-baseline interferometry (samenwerking met andere telescopen en een satelliet) waarmee deze zo een onderdeel vormt van het Europese VLBI-netwerk, testen en Galileo (Europese GPS) calibratie metingen. De MFFE's hebben verschillende ontvangers die gevoelig zijn voor radiostraling tussen 350 MHz en 8,3 GHz (golflengtes tussen 92 cm en 3,6 cm).
In 2018 is Apertif in gebruik genomen. Apertif is gebouwd in de overige 12 rt's, en bestaat uit PhasedArrayFeed (PAF) antennes, elk frontend bestaat uit 121 dipolen waarmee elektronisch 37 bundels gemaakt kunnen worden, voor een snelle hemel survey. Naast Apertif is een opstelling van 40 supersnelle servers aangesloten: ARTS. Dit instrument neemt continu, in vele banden, de hemelsignalen op. In geval van een snelle gamma straling uitbarsting (Gamma Ray Burst) zijn de straling karakteristieken, voor de grootste uitbarsting, daarmee opgenomen. 

## Toegang
De radiotelescoop is gevoelig voor storingen door mobiele telefoons en gemotoriseerd verkeer. Het gebruik hiervan wordt dan ook tot een minimum beperkt. Hiervoor wordt gewaarschuwd met borden in de nabije omgeving en bij Herinneringscentrum Kamp Westerbork. Enkele voertuigen, zoals de pendelbussen voor bezoekers, hebben ontheffing om zich in de omgeving te bevinden. Voor het algemene publiek is de radiotelescoop alleen te voet of per fiets bereikbaar, en dat geldt ook voor het voormalige kamp Westerbork. De parkeerplaats is op ongeveer twee kilometer afstand bij Herinneringscentrum Kamp Westerbork. Bezoekers voor kamp Westerbork kunnen vanaf deze parkeerplaats met een speciale pendelbus naar het kamp gaan.

## Trivia
In de roman De ontdekking van de hemel van Harry Mulisch speelt de telescoop een rol. Max, astronoom bij de telescoop in Dwingeloo, ziet er tegenop te gaan werken op de locatie (voormalig Kamp Westerborg (waar zijn moeder naar Polen op de trein is gezet) en later woonoord Schattenberg). Als hij dat toch gaat doen voert zijn vriend Onno, staatssecretaris, de uitbreiding van 12 naar 14 telescopen door. Onder andere met deze telescoop (door een combinatie van radiotelescopen, VLBI genoemd) zou bijna de hemel, het christelijke hiernamaals, ontdekt zijn. Dit wordt afgestraft door de inslag van een meteoriet bij Westerbork, die Max verplettert.